# Johanna (tramhalte)
Johanna (Frans: Jeanne) is een tram- en bushalte van de Brusselse vervoersmaatschappij MIVB, gelegen in de gemeente Elsene.

## Geschiedenis
De tramhalte Johanna werd tot 18 maart 1968 bediend door tramlijn 4 (Beurs — Wiener via Stefania), tramlijn 16 (Heizel —Wiener) en tramlijn 94 (Evere — Marie-José). Van 19 maart 1968 tot 14 augustus 1985 werd Johanna bediend door de tramlijn 32 (Houba-de-Strooper — Wiener) en tramlijn 94 (Kardinaal Mercierplein — Marie-José). Bij de herziening van het tramnet op 15 augustus 1985 waren er nog steeds twee tramlijnen, weliswaar met andere nummers en trajecten: tramlijn 93 (Schaarbeek Station — Marie-José) en tramlijn 94 (Kerkhof van Jette — Wiener).
Op 13 april 2007 reden de laatste trams van lijn 93 ter hoogte van Johanna. Terwijl tramlijn 93 verkocht werd tot Legrand, nam de kersverse tramlijn 25 haar plaats in vanaf 16 april 2007. Sindsdien is de situatie ongewijzigd. Wat betreft buslijn 71, rijdt deze al meer dan veertig jaar doorheen de Buyllaan en bediend hij de halte Johanna. Sinds 29 september 2018 rijdt de voormalige tramlijn 94 na verlenging van het traject met het nummer 8.

## Situering
Tussen juni 2015 en mei 2016 werd de Buyllaan volledig heringericht, waardoor de oude haltes verplaatst werden. De oude haltes waren gelegen ter hoogte van het kruispunt met de Mauricelaan en de Johannalaan, waarnaar de halte ook vernoemd werd. Voor wat betreft de halte richting ULB, werd deze door de korte afstand met de volgende halte ULB en het relatief klein aantal afstappende reizigers afgeschaft. De halte richting Buyl werd verplaatst ter hoogte van de Devèzesquare en kreeg de functie van overstaphalte tussen de tram- en buslijnen. Tegenwoordig is Johanna hierdoor een eenrichtingshalte.

## Afbeeldingen

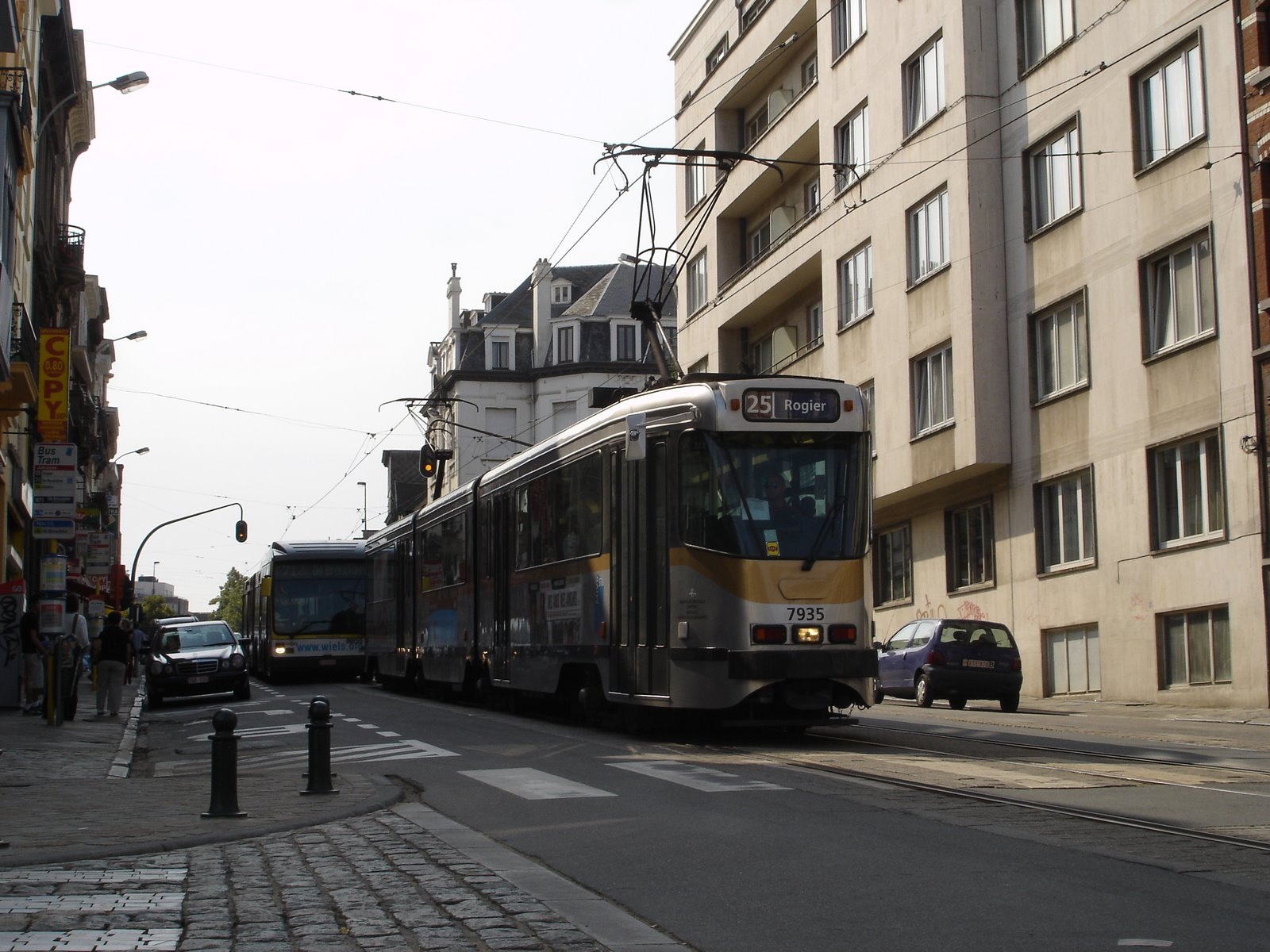
Oude halte Johanna richting Buyl (2008)

Louiza · 
Stefania · 
Defacqz · 
Baljuw · 
Vleurgat · 
Abdij · 
Legrand · 
Ter Kameren-Ster · 
Buyl · 
Johanna · 
ULB · 
Solbos · 
Marie-José · 
Brazilië · 
Boondaal Station · 
Renbaan van Bosvoorde · 
Lieveheersbeestjes · 
Bosvoorde Station · 
Delleur · 
Wiener · 
Valkerij · 
Tenreuken · 
Seny-park · 
Herrmann-Debroux · 
Oudergem-Shopping · 
Vorstrondpunt · 
Empain · 
Trammuseum · 
Bronnenpark · 
Voot · 
Woluwe Shopping · 
Roodebeek
Boondaal Station · 
Brazilië · 
Marie-José · 
Solbos · 
ULB · 
Johanna · 
Buyl · 
Roffiaen · 
Etterbeek Station · 
VUB · 
Arsenaal · 
Pétillon · 
Boileau · 
Montgomery · 
Georges Henri · 
Diamant · 
Meiser · 
Vaderland · 
Weldoeners · 
Wijnheuvelen · 
Robiano · 
Lefrancq · 
Liedts · 
Thomas · 
Noordstation · 
Rogier